# Jevgeni Berzin
Jevgeni Valentinovitsj Berzin (Russisch: Евгений Валентинович Берзин) (Vyborg, 3 juni 1970) is een Russisch voormalig wielrenner.

## Biografie

### Contract
De in Vyborg geboren Berzin (soms ook Berzine genoemd, zoals Evgeni of Eugeni soms ook als voornaam worden gezien) kreeg de traditionele wieleropleiding van de Sovjet-Unie, waarin vooral de achtervolging en de 100 km ploegentijdrit centraal stonden. Berzin won als junior en amateur in deze disciplines diverse nationale en wereldtitels, maar liet ook zien tijdens gewone wegritten met de beteren mee te kunnen. Het leverde hem in 1993 een profcontract bij de Italiaanse Mecair-Ballan ploeg, de voorloper van de Gewiss-Ballan ploeg, op.
In zijn eerste profjaar viel Berzin nog amper op, een tweede plaats in de Wielerweek van Lombardije en het bergklassement in de Ronde van Groot-Brittannië waren zijn beste resultaten.

### Eerste successen
In 1994 was echter een zeldzaam goed jaar. Het begon met een tweede plaats in de Tirreno-Adriatico, een derde plaats in het Criterium International (met winst in de tijdrit) en opnieuw een tweede plaats in de Ronde van het Baskenland. Dat Berzin meer kon dan goed scoren in rittenkoersen bewees hij even later, met een derde plaats in de Waalse Pijl en winst in Luik-Bastenaken-Luik, zijn eerste grote zege. Berzin werd vervolgens ook tweede in de Ronde van Trentino, maar toch ging hij niet als favoriet van start in de Ronde van Italië. Die Grote Ronde was immers het jaar daarvoor gewonnen door de op dat moment onverslaanbaar geachte Miguel Indurain. Berzin maakte, samen met de eveneens onverwachte Marco Pantani echter korte metten met de Spanjaard en wist naast drie etappes ook de Giro zelf op zijn naam te schrijven en was daarmee de eerste Oostblokrenner die een Grote Ronde won. In dat succesjaar 1994 won Berzin ook nog de Ronde van de Apennijnen en werd bovendien Russisch kampioen tijdrijden.

### Over zijn hoogtepunt
Bijna vanzelfsprekend kon Berzin zijn successen een jaar later niet evenaren. In de Giro kreeg hij dit jaar concurrentie van Tony Rominger, die hem naar de tweede plaats verdreef. Hij won dat jaar wel nog een etappe, won ook de Euskal Bizikleta, werd opnieuw derde in de Waalse Pijl en vierde in de Ronde van het Baskenland. Zijn debuut in de Ronde van Frankrijk werd echter geen succes en hij moest in de tiende etappe opgeven. In 1996 was de Tour zijn hoofddoel, nadat hij in de Giro met een tiende plaats genoegen had moeten nemen. De missie leek te slagen en Berzin pakte de gele trui na de klimtijdrit en leek zo in staat Indurain van een zesde eindzege af te helpen. In de volgende bergetappes kreeg hij echter grote inzinkingen, moest de gele trui afstaan aan Bjarne Riis en werd uiteindelijk pas twintigste in het eindklassement. Op 19 oktober 1997 deed hij een poging om het werelduurrecord van Chris Boardman af te pakken. Deze poging moest hij na 17 minuten staken, omdat hij al te ver van het record verwijderd was.
Berzin zou hierna nooit meer zijn oude niveau halen en zou nog slechts een kleine Portugese wedstrijd winnen. Hij kreeg met blessures te maken, al beweerden sommigen dat zijn mindere vormpeil ook te maken had met het gebruik van doping de jaren daarvoor: zijn ploeg Gewiss-Ballan waar hij toen voor reed werd later vaak in verband gebracht met grootschalig gebruik van epo. In mei 2000 mocht hij niet starten bij de Ronde van Italië. Alle 180 renners ondergingen een bloedtest en alleen Berzin kwam niet door de controle. In zijn bloed waren meer dan 50% rode bloedcellen aangetroffen hetgeen kan duiden op het gebruik van epo.
Berzin fietste nog vrij anoniem in het peloton bij Franse en Italiaanse ploegen, deed mee aan een aantal zesdaagses en zou uiteindelijk in 2001 via een achterdeur uit het wielerpeloton verdwijnen.

## Belangrijkste overwinningen
1992
Koers van de Olympische Solidariteit
1993
Bergklassement Kellogg's Tour of Britain
1994
3e etappe (ITT) Internationaal Wegcriterium
Luik-Bastenaken-Luik
Ronde van de Apennijnen
4e, 8e (ITT) en 18e (ITT) etappe Ronde van Italië
Eind- en jongerenklassement Ronde van Italië
3e en 5e etappe Euskal Bizikleta
 Russisch kampioen tijdrijden
1995
21e etappe Ronde van Italië
2e etappe Euskal Bizikleta
Eindklassement Euskal Bizikleta
3e etappe Ronde van Frankrijk (TTT)
1996
5e etappe (deel B, ITT) Tirreno-Adriatico
19e etappe (ITT) Ronde van Italië
Proloog en 8e (ITT) etappe Ronde van Zwitserland
8e etappe (ITT) Ronde van Frankrijk
1997
Eindklassement Grote Prijs Jornal de Notícias

## Resultaten in voornaamste wedstrijden
| Jaar | Ronde van Italië | Ronde van Frankrijk | Ronde van Spanje |
| ---- | ---------------- | ------------------- | ---------------- |
| 1993 | 90e              |                     |                  |
| 1994 | ↑ (3)            |                     |                  |
| 1995 | ↑ (1)            | opgave              |                  |
| 1996 | 10e (1)          | 20e (1)             |                  |
| 1997 | 20e              | opgave              |                  |
| 1998 |                  | 25e                 |                  |
| 1999 | 52e              |                     |                  |
| 2000 | uitgesloten      |                     |                  |

| Jaar | Milaan-San Remo | Luik-Bast.‑Luik | Ronde van Lombardije | Waalse Pijl |  | WK op de weg |
| ---- | --------------- | --------------- | -------------------- | ----------- |  | ------------ |
| 1993 | 138e            |                 | 42e                  |             |  |              |
| 1994 | 43e             | ↑               |                      | ↑           |  |              |
| 1995 | 62e             | 19e             |                      | ↑           |  |              |
| 1996 | 28e             | 41e             |                      | 27e         |  |              |
| 1997 | 109e            | 11e             |                      | 19e         |  | opgave       |
| 1998 | 132e            | 11e             |                      | 56e         |  |              |
| 1999 |                 |                 |                      |             |  |              |
| 2000 |                 |                 |                      |             |  |              |

## Ploegen
- 1993 - Mecair-Ballan
- 1994 - Gewiss-Ballan
- 1995 - Gewiss-Ballan
- 1996 - Gewiss-Playbus
- 1997 - Batik-Del Monte
- 1998 - La Française des jeux
- 1999 - Amica Chips-Costa de Almería
- 2000 - Mobilvetta Design-Rossin
- 2001 - Mobilvetta Design-Formaggi Trentini

Wielerploegen van Jevgeni Berzin
Argentin · Berzin · Bobrik · Bottaro · Frattini · Gamba · Imboden · Kappes · Martinelli · Minali · Oegroemov · Pierobon · Puttini · Volpi
Argentin · Berzin · Bobrik · Bontempi · Bottaro · Cenghialta · Colombo · Frattini · Furlan · Gamba · Minali · Oegroemov · Riis · Volpi · Zaina · Brignoli (stagiair)
Berzin · Bobrik · Bontempi · Bottaro · Brignoli · Cenghialta · Cerioli · Colombo · Frattini · Furlan · Gotti · Minali · Mosole · Odriozola · Oegroemov · Riis · Santaromita · Volpi · Zanini · Giacomazzi (stagiair)
Bertoletti · Berzin · Bobrik · Bottaro · Brignoli · Brognara · Cenghialta · Cerioli · Colombo · Fina · Frattini · Gotti · Minali · Odriozola · Perona · Santaromita · Scopsi · Tartaggia · Volpi · Zanini · Rezzani (stagiair)
Bertoletti · Berzin · Brignoli · Brognara · Cenghialta · Cerioli · Chiurato · G. Colombo · L. Colombo · Frattini · Meier · Minali · Odriozola · Pierobon · Spezialetti · Stocco · Tartaggia · Toffalori · Volpi · Rezzani (stagiair)
Berzin ·
Bouyer ·
Casper ·
D'Hont ·
Gianetti ·
Guesdon ·
Heulot ·
Horner ·
Jan ·
Ledanois ·
Magnien ·
McGee ·
Mengin ·
Morelle ·
Morin ·
D. Nazon ·
J-P. Nazon ·
Peron ·
Perque ·
Sciandri ·
Vanzella ·
Vogondy ·
Fritsch (stagiair) ·
Parent (stagiair) ·
Tessier (stagiair) 
Arazzi ·
Baldo ·
Berzin ·
Bosi ·
Gadenz ·
Gobbi ·
D. Gualdi ·
M. Gualdi ·
Jones ·
Kadlec ·
Lelekin ·
Manzoni ·
Masciarelli (tot 30/05) ·
Miorin ·
Ongarato ·
Parfimovitsj ·
Quaranta ·
Recinella ·
Roux (tot 15/04) ·
Scotti (tot 30/04) ·
Serina ·
Valoti ·
Brendolin (stagiair) ·
Vecchi (stagiair)
Berzin (tot 30/04) ·
Bosi ·
Bracci ·
Brendolin ·
Castellan ·
Di Biase ·
Fois ·
Gadenz ·
Girardello (tot 15/06) ·
Gobbi ·
González ·
Gualdi ·
Jones ·
Kadlec ·
Lelekin ·
Massi ·
Miorin ·
Murn ·
Ongarato ·
Recinella ·
Strazzer ·
Trombetta ·
Vecchi